# Wolfgang Palm (Musiker)
Wolfgang Palm (* 21. Februar 1950 in Hamburg) ist ein deutscher Musiker und Erfinder, Gründer der Palm Products GmbH (PPG) und Schöpfer verschiedener wegweisender technischer Entwicklungen für analoge und digitale Synthesizer. Er ist als Vater der digitalen Wavetable-Synthese und als Trendsetter bei der Verwendung von Computertechnologie in der elektronischen Musik bekannt.

## Leben und Werk
Palms Interesse an Klangsynthese begann als Keyboarder in verschiedenen lokalen Bands seiner Heimatstadt Hamburg. Die PPG begann bereits 1975 mit der Herstellung von modularen Synthesizern in kleinen Stückzahlen, etwa für die Formation Tangerine Dream und andere Musiker.
Palm ist wohl am bekanntesten für die Erfindung der Wavetable-Synthese. Er entwickelte dieses Konzept Ende der 1970er Jahre, als er seinen Minimoog-ähnlichen Synthesizer – den 1020 – mit digital gesteuerten Oszillatoren anstelle der spannungsgesteuerten Oszillatoren, die noch sein 1002-Synthesizer und fast alle anderen analogen Synthesizer dieser Zeit verwendeten, betrieb. Er schuf bereits 1979 den 360 Wavecomputer, der später zur bekannten PPG Wave-Serie weiterentwickelt wurde. Diese Synthesizer wurden in den 1980er Jahren und darüber hinaus von zahlreichen Bands verwendet. Die Klänge des PPG Wave inspirierten andere Hersteller digitaler Synthesizer wie Sequential Circuits und Ensoniq. Heutzutage basieren viele digitale Synthesizer in irgendeiner Weise auf dem Konzept der Wavetable-Synthese.
Palm war auch einer der ersten, der mit Datenübertragungssystemen für den Datenaustausch zwischen digitalen Synthesizern und Musiksequenzierern experimentierte. Sein früher Entwurf eines 8-Bit-Parallelbussystems wurde später aufgegeben und durch MIDI ersetzt. Er entwickelte außerdem den in der Waldorf Microwave verwendeten ASIC. Ab dem Jahr 2000 waren auch VST-Versionen einiger Instrumente verfügbar. Im März 2020 gab er seinen Rückzug aus dem aktiven Musikgeschäft bekannt.